# Seoul Metro
A Seoul Metro az első metróvállalat Dél-Koreában, 1970-ben alapították. A cég eredetileg a szöuli metró 1-es, 3-as és 4-es vonalát a Koraillel közösen, a 2-es vonalat pedig önállóan működtette. A szöuli önkormányzat a társaság összeolvasztását tervezte az 5-8 vonalakat üzemeltető Seoul Metropolitan Rapid Transit Corporation vállalattal, a hatékonyabb működés érdekében, ez 2017-re valósult meg.

## Vonalak
| Vonal neve | Vonal neve koreai nyelven | Kezdő állomás                             | Végállomás(ok)                                                                                 | Üzemeltetett hossz |
|            |                           |                                           |                                                                                                |                    |
| 1-es vonal | 1호선                     | Szojoszan (Soyosan)                       | Incshon (Incheon) / Sincshang (Sinchang) / Kvangmjong (Gwangmyeong) / Szodongthan (Seodongtan) | 7,8 km             |
| 2-es vonal | 2호선                     | Városháza / Szongszu (Seongsu) / Sindorim | Városháza / Sinszol-tong (Sinseol-dong) / Kkacshiszan (Kkachisan)                              | 60,2 km            |
| 3-as vonal | 3호선                     | Tehva (Daehwa)                            | Ogum (Ogeum)                                                                                   | 38,2 km            |
| 4-es vonal | 4호선                     | Tanggoge (Danggogae)                      | Oido                                                                                           | 31,7 km            |
| 5-ös vonal | 5호선                     | Panghva (Banghwa)                         | Szangil-tong (Sangil-dong) / Macshon (Macheon)                                                 | 52,3 km            |
| 6-os vonal | 6호선                     | Ungam (Eungam)                            | Ponghvaszan (Bonghwasan)                                                                       | 35,1 km            |
| 7-es vonal | 7호선                     | Csangam (Jangam)                          | Puphjong-ku cshong (Bupyeong-gu cheong)                                                        | 57,1 km            |
| 8-as vonal | 8호선                     | Amsza (Amsa)                              | Moran                                                                                          | 17,7 km            |